# Anthony Patera
L'Anthony Patera è una struttura geologica della superficie di Venere.